# Rhagades
Rhagades is een geslacht van vlinders van de familie bloeddrupjes (Zygaenidae), uit de onderfamilie Procridinae.

## Soorten
- R. amasina (Herrich-Schäffer, 1851)
- R. brandti (Alberti, 1938)
- R. predotae (Naufock, 1930)
- R. pruni

Bruine metaalvlinder (Denis & Schiffermüller, 1775)
- R. pseudomaerens (Alberti, 1954)